# The Pillows
The Pillows是一个于1989年组成的日本的摇滚乐队，由山中泽男、真鍋吉明、佐藤信一郎等三人組成。

## 成员资料

### 现任成员
- 山中泽男（日语：山中さわお）

乐队队长，担任主唱、吉他手，1968年12月7日生于北海道。
- 真锅吉明（日语：真鍋吉明）

担任吉他手，录音时也参与混音，1962年10月2日生于北海道。
- 佐藤信一郎（日语：佐藤シンイチロウ）

担任鼓手，1964年8月16日生于茨城县。

### 现任支援成员
- 有江嘉典

担任贝司手（2015年－），1969年12月25日生于福岡県。

### 已离开成员
- 上田健司（日语：上田ケンジ）

担任贝司手（1989年－1993年），离开乐队前为队长，1965年8月30日生于北海道。

### 已离开支援成员
- 鹿島達也

担任贝司手（1994年－1999年），1962年8月20日生于东京都。
- 鈴木淳

担任贝司手（1999年－2015年），1968年7月18日生于千叶县。

## 历史
The Pillows于1989年9月16日在北海道组成，成员有上田健二、山中泽男、真锅吉明和佐藤信一郎。1993年队长上田离队。1999年，The Pillows为日本动画制作公司GAINAX的动画FLCL配乐，这使The Pillows在欧美及其他国家造成了很大的影响。
2025年2月1日宣布解散。

## 简介

### 成立初期
The Pillows结成于1989年。山中さわお与日本传奇龐克乐队Kenzi & The Trips的一半成员建立了一种不可能的友谊。贝斯手上田健二，Kenzi & The Trips最初贝斯手jun gray，以及Kenzi & The Trips最初鼓手佐藤信一郎，结实了微金属乐团Persia的吉他手真锅及明，以及年轻又富有感召力的主唱山中さわお，即将成为横跨太平洋的最具有吸引力的亚洲流行摇滚乐队之一。
山中さわお最初所在的乐队叫做The Coinlocker Babies，是由山中さわお和另外两位分别担任贝斯和鼓手的不知名成员组成的。随着含有五支歌曲的小样磁带Pantomime，The Coinlocker Babies作出了首次独立演出。山中さわお曾以The Coinlocker Babies进行了两年时间的演出，并随着其他乐队一起，以这个名字发行了当时特别流行的街头录像选辑磁带，名为“God Save The Punx”。就在The Coinlocker Babies在边缘独立摇滚上的成功，以及随之而来的大公司的合同，三人却由于不可知的原因导致了分裂。至于The Coinlocker Babies的原始阵容中到底发生了什么，至今全然不祥。就在1989年，山中さわお着手准备另一项计划。这是由山中さわお（节奏吉他/主唱）眞鍋吉明（主音吉他），上田健二（贝斯），佐藤信一郎（鼓）组成的新的The Coinlocker Babies。但是这个名字并没有用很久。至于The Pillows名字的来历，据传闻说，是在眞鍋住处的墙上挂着的英国后朋克和摩登摇滚乐队compilation的专辑Pillows&Prayer启发了山中さわお。这个名字遭到了抱怨，在1989的晚期，The Pillows签署了Captain Reords并着手他们第一支官方专辑的发行，1990年中期，乐队进行巡演以及录制另一版本的Pantomime。
从风格上讲，The Pillows早期的作品与他们其他知名专辑戏剧性地不同，从非正统的摇滚乐队到硬摇乐队让人联系到90年代初期。Pantomime 和White Incarnation，The Pillows的风格可谓是一种跨年代的风格，让人想起 60年代的流行摇滚乐团披头士，80年代的乐队The Smiths，并伴随着如Bob Marley不同因素的影响。在这个时期，他们异于寻常的舞台服饰，进一步从美国雷鬼乐乐队区分开来。尽管不太好跟之后的专辑作比较，但早期的专辑在死忠歌迷中非常受欢迎。
1990年，The Pillows跳出了Captain Records，随后与大公司Pony Canyon签署合同。1991年推出他们第一张完整的专辑，Moon Gold。1992，The Pillows赴英国录制第二张完整专辑White Incarnation。同时拍摄了第二支歌曲宣传录像带。但是，在专辑完成不久之后，上田健二离队。上田被在音乐方面多才多艺，以及经验丰富的音乐人鹿島達也 继任。这张极其珍贵的CD，只对The Pillows歌迷俱乐部发行，其中包含了与鹿島合作的第一张专辑。
1994年乐队再次行动，这次由King Records发行 Kool Spice。随着上田不再在乐队中与山中さわお的偏心多样性和迅速变化的音乐利害做斗争，The Pillows开始与不拘一格的流行摇滚风格渐行渐远。乐队在不同的风格中疯狂地进行尝试。在这个时期，由贝斯所主导的音乐被描述为爵士风格，其中也伴随着60年代流行摇滚的影响。
1995年发行了Living Field，这张专辑几乎被忽视了。但是很多粉丝认为这是The Pillows历程中最具有想象力的专辑。Living Field很像Kool Spice，很难归为一个流派。Swinger's Night Club 和Something Like a Romance呈现了拉丁爵士风格的影子。Angel Fish 散发70年代由打击乐主导的流行朋克的气氛。杰出的曲目包含了雷鬼乐歌曲Native World，以及受到了60年代影响的令人怀旧的即兴作品的The Killing Field和最美的单曲Daydream Wonder.很多粉丝认为Living Fields这张专辑非常值得一听，绝不逊色于The Pillows之后的作品。由电子风琴，铜管乐器，竖式提琴，木管乐器，打击乐器等组合而成的多层次的声音叠录，呈现给他们的听众。虽然音乐方面存在着丰富的属性，以及专辑制作上错综复杂，但Living Field 没有得到商业上的成功，导致很多粉丝和评论家认为乐队不久会走向终结。

### 日益成熟
1997年发行的Please Mr. Lostman 是他们的过渡专辑，The Pillows终于踏入了日本主流市场的大门之内。由于先前一系列比较成功的单曲，并且能够令人想起一些像Weezer 和 The Pixies的美国的摇滚乐队，使The Pillows在日本一跃成为主流的成功。Please Mr.Lostman 毫无疑问比曾经发售的专辑更加成熟。山中さわお在一次采访中提到，很多粉丝和评论家认为这种风格是最适合the pillows的。
有可能成为 眞鍋吉明 音乐标志的最佳例子，就是这首抒情又浑厚的歌曲Strange Chameleon. The Pillows中很多耐听的歌曲，例如 Swanky Street均出自这张专辑，并且成为以后近十年乐队现场的主干。
1998年的时候推出了Litter Busters，成为了乐队的另一项成功。几年以来，一直都是枕头乐队的最畅销专辑。这张专辑为乐队扎实地奠定了进入更加积极向上的90年代另类摇滚风格。同时，这张专辑再次结合60年代英国流行乐的声音，强有力地暗示了披头士。（可能是他们同年在英国的旅行的启发。）这张专辑的一些歌曲也放进了几年之后FLCL之中，但乐队里最好的一些摇滚樂曲仍然收錄在这张专辑中。"Nowhere"完美的结合了60年代的流行摇滚和90年代的硬摇滚风格,＂Patricia＂ ，令人想起乔治•哈里森，同样存在于这张专辑之中。
在99年，推出了专辑Runners Hign，随后推出单曲“Instant Music”和“No Self control”。这张专辑受到了60年代的乐队的影响，融合了更多的朋克与垃圾的风格。Runners Hign成为最后一张与贝斯手鹿島達也的合作。在同一年的年底，Happy Bivouac 出现，很多粉丝认为这张专辑是乐队最佳摇滚导向。他们的风格不断演变，山中さわお向演唱过Black Seat Dog的The Pixies致敬，这个乐队一直对他们有着重要影响。与这首歌极近风格的“here comes your man”后来被The Pillows翻唱为Kim Deal。
同年，The Pillows由制作过新世纪福音战士的著名动画制作公司Gainax推进。Gainax为他们的新动画FLCL挑選了The Pillows三张专辑。The Pillows将此看做能讓他們聲名大噪的机会。他们甚至還特别为該动画谱曲，这两首歌曲就是Ride on Shooting Star 和 I think I can。同年八月，鹿島達也由Chewinggum Weekend前任贝斯手鈴木淳接替。
直到2001年The Pillows才继续推出专辑；ＦＬＣＬ大卖特卖，同时推出精选集Fool on the Planet。山中さわお集中精力在唱片公司方项目Delicious Label上。眞鍋发行了独奏专辑 Nine Miles，延续了暗示在早期专辑的雷鬼乐实验。
这个乐队很少提到他们的早期作品，很少在现场演绎＂Lostman＂之前的作品。直到2004年，在他们的纪录片＂Walkin’ on the Sprial＂ 中，发行了集中在The Pillows的早期音乐和现场表演的剪辑，以及不同时期的采访。但是，在最近的一场演唱会里，他们演绎了一系列的老歌，如Daydream Wonder, Tonight, Girlfriend, and Sha-la-la-lla。

## 主要音乐作品

### 专辑
- Moon Gold (1991/6/21)
- White Incarnation (1992/5/21)
- Kool Spice (1994/7/2)
- Living Field (1995/3/24)
- Please Mr. Lostman (1997/1/22)
- Little Busters (1998/2/21)
- Runners High (1999/1/22)
- Happy Bivouac (1999/12/2)
- Smile (2001/10/13)
- Thank You, My Twilight (2002/10/23)
- Penalty Life (2003/11/6)
- Good Dreams (2004/11/3)
- My Foot (2006/1/12)
- Wake Up! Wake Up! Wake Up! (2007/5/2)
- Pied Piper (2008/6/25)
- OOPARTS (2009/10/14)
- HORN AGAIN (2011/01/26)
- Trial (2012/01/18)
- Moondust (2014/10/22)
- Stroll and Roll (2016/04/06)
- Nook in the Brain (2017/03/08)
- Rebroadcast (2018/09/19)

### 迷你专辑
- Pantmime (1990/05/21)
- 90'S MY LIFE  (1990/10/25)
- TURNBACK (2004/06/23)